# André Biver
André Biver (Ettelbruck, 14 maart 1794 - Saint-Gobain, 6 november 1878) was lid van het Belgisch Nationaal Congres.

## Levensloop
Biver was de zoon van Mathias Biver en Petronille Seyler. Hij was getrouwd met Justine Gerard (1801-1883).
Hij behaalde zijn diploma van doctor in de geneeskunde in Parijs in 1815 en wordt ook soms vermeld als chirurg. Hij had zonen die ingenieur werden. Hector en Alfred Biver werden na elkaar directeur-generaal van de Compagnie de Saint-Gobain.
In 1830 werd Biver tot plaatsvervangend lid voor het Nationaal Congres verkozen. Het is pas vanaf 22 juni 1831 dat hij effectief zetelde, na het ontslag van Louis Fendius. Onder algemeen gelach verwelkomde hem de voorzitter van het Congres, die zijn naam verkeerd begrepen had, als 'Monsieur Habit Vert'. Biver kon uiteraard nog nauwelijks iets aanbrengen in deze op haar einde lopende vergadering.
In 1837 werd hij lid van de provincieraad van Luxemburg en was in 1838-1839 gedeputeerde. Na die datum was hij geen Belg meer, gezien het oostelijk deel van Luxemburg bleef bestaan als een zelfstandig groothertogdom.